# Asac
Azac (en francès Abzac) és un municipi de França situada al departament del Charente i a la regió de la Nova Aquitània.